# Zborul 2283 Voepass Linhas Aéreas
La 9 august 2024, zborul Voepass Linhas Aéreas 2283, un ATR 72-500, care efectua un zbor intern de pasageri brazilian programat de la Cascavel la Guarulhos, cu 58 de pasageri și 4 membri ai echipajului la bord, s-a prăbușit în Vinhedo, São Paulo, după ce a intrat în ceea ce părea să fie o învârtire plată. Aeronava zbura la o altitudine de 17.000 ft (5.200 m) când a scăpat de sub control și a intrat într-o coborâre rapidă în jurul orei 13:22, ora locală. Toți cei 62 de pasageri de la bord au fost uciși. A fost primul accident mortal în aviația comercială braziliană de la prăbușirea din 2011 al zborului Noar Linhas Aéreas 4896⁠(d) și primul accident de aviație mortal care a implicat Voepass Linhas Aéreas de la înființarea sa în 1995. Accidentul este, de asemenea, cel mai mortal incident de aviație din Brazilia de la zborul TAM Airlines 3054 din iulie 2007.